# OGLE-2016-BLG-1928
OGLE-2016-BLG-1928 — кандидат в планеты-сироты, открытый в 2020 году, в рамках программы OGLE. Находится на расстоянии до 100 тысяч световых лет, в галактическом диске Млечного Пути.
Микролинзирование произошло 18 июня 2016 года и длилось 41,5 минут — рекордно короткое время на дату публикации открытия. В ходе события у линзируемой звезды 17-й звёздной величины (в инфракрасном диапазоне) было зафиксировано временное повышение яркости. Событие было зафиксировано аппаратурой проектов OGLE и KMTNet (Korea Microlensing Telescope Network).
В ходе исследования полученных данных были проанализированы 2 модели: линзирование точечным объектом и линзирование двойной системой. Было показано, что, в случае двойной системы, звезда должна отстоять от планеты как минимум на 8 астрономических единиц.
Так как определить относительный параллакс линзируемой звезды и линзирующего объекта (линзы) невозможно, то масса и расстояние до линзы могут лежать в широком диапазоне значений: если линза располагается в галактическом диске, то её масса будет 0,3 массы Земли (3 массы Марса). Если же линзирующий объект располагается в балдже, то масса увеличится до 2 масс Земли. Однако данные спутника Gaia практически исключают принадлежность линзы к балджу, а значит масса линзы меньше массы Земли, что делает её одной из самых лёгких объектов, найденных с помощью метода микролинзирования.